# Monument du Point X
Le monument du Point X est un monument commémoratif de la Première Guerre mondiale, situé sur le territoire de la commune de Combres-sous-les-Côtes, dans le département de la Meuse.

## Histoire
Aux Éparges, Français et Allemands se sont affrontés dans des batailles meurtrières pendant la Grande Guerre pour dominer la crête au nord du saillant de Saint-Mihiel. 10 000 soldats français et allemands disparurent aux Éparges, pendant la guerre des mines.
Le monument du Point X a été édifié en 1925.

## Caractéristiques
Le monument a la forme d'un mur surmonté d'un fronton triangulaire, le tout en pierre. Sur le mur a été gravée une croix. Un autel de pierre est scellé sur le devant. Sur le fronton a été gravée cette inscription : 

« Les Éparges 1914-1918 »

À l'arrière du monument, dominant la plaine de la Woëvre, a été sculpté en bas-relief par la sculptrice, Louise-Mina Fischer (comtesse de Cugnac), un officier menant ses soldats au combat.   

Ce groupe sculpté est surmonté de la dédicace : 

« A ceux qui n'ont pas de tombe »

Des bornes de pierre et des bancs complètent le dispositif mémoriel.